# Ваза Аалто
Ваза Аалто (фин. Aalto-maljakko, известна также под названием «Савой») — стеклянная ваза, оригинальный дизайн которой был разработан Алваром Аалто и его женой Айно в 1936 году для конкурса дизайнеров стекла, организованного фабриками Karhula и Iittala. Ваза использовалась в числе других предметов для оформления ресторана «Савой» (Хельсинки). Ваза Аалто — один из самых узнаваемых предметов финского и, шире, скандинавского дизайна.

## Описание и использование
Ваза имеет асимметричную волнообразную обтекаемую форму и изготовляется из прозрачного или цветного стекла. Очертания вазы ассоциируются с изгибами береговой линии, волной (ср. фин. aalto — «волна»), облаком, складками одежды, очертаниями острова. Высота оригинальной вазы составляла 14 см, но сегодня размеры варьируют в широком диапазоне. Многообразие размеров позволяет использовать вазу в качестве подноса, ёмкости для фруктов, как предмет интерьера и как самостоятельный арт-объект.

## История
Для конкурса стекольного дизайна Аалто сделал серию набросков в смелой, напоминающей кубистические натюрморты манере, среди которых был и эскиз вазы под условным названием «Кожаные штаны эскимоски» (швед. Eskimåkvinnans skinnbyxa). Десять из этих скетчей были воплощены в серию интерьерных объектов — от небольшого блюда до вазы высотою в метр. Ваза экспонировалась в 1937 году в павильоне Финляндии на Всемирной выставке в Париже.

## Ваза Аалто и идея объекта
Появление вазы Аалто связано с установлением в XX веке нового значения объекта в бытовом пространстве. Помимо декоративного и функционального значения предмет в повседневном контексте приобретает черты концептуального или абстрактного произведения искусства. Эта триада функции, идеи и новой формы существенно меняет его смысл и режим восприятия. Ваза Аалто является одним из примеров выражения этой идеи в рамках интернационального стиля и в искусстве модернизма.

## Производство
С 1937 года ваза Аалто находится в серийном производстве. Изначально производилась на стеклодувной фабрике Karhula. Сегодня производится в разном цветовом и размерном исполнении компанией Iittala. До сих пор ваза изготавливается вручную. В процессе работы каждый предмет проходит двенадцать этапов обработки и требует участия семи мастеров. На изготовление каждого объекта требуется около 30 часов. Вазы производятся по стандартной технологии, но благодаря ручной работе каждый экземпляр обладает своими уникальными особенностями.